# Areasinus hyperbolicus und Areakosinus hyperbolicus
Areasinus hyperbolicus (abgekürzt {\displaystyle \operatorname {arsinh} } oder {\displaystyle \operatorname {asinh} }) und Areakosinus hyperbolicus (abgekürzt {\displaystyle \operatorname {arcosh} } oder {\displaystyle \operatorname {acosh} }) gehören zu den Areafunktionen und sind die Umkehrfunktionen von Sinus hyperbolicus und Kosinus hyperbolicus.

## Definitionen
Die Funktionen lassen sich durch die folgenden Formeln ausdrücken:
Areasinus hyperbolicus:
Definition über den natürlichen Logarithmus {\displaystyle \ln }:
{\displaystyle \operatorname {arsinh} (x)=\ln \left(x+{\sqrt {x^{2}+1}}\right)} mit {\displaystyle \,x\in \mathbb {R} }
Definition über ein Integral:
{\displaystyle \operatorname {arsinh} (x)=\int _{0}^{1}{\frac {x}{\sqrt {x^{2}y^{2}+1}}}\,\mathrm {d} y} mit {\displaystyle \,x\in \mathbb {R} }
Areakosinus hyperbolicus:
{\displaystyle \operatorname {arcosh} (x)=\ln \left(x+{\sqrt {x^{2}-1}}\right)} für {\displaystyle x\geq 1}

## Umrechnung
Zusammen mit der Signumfunktion {\displaystyle \operatorname {sgn} } gilt der Zusammenhang:
{\displaystyle \operatorname {arsinh} (x)=\operatorname {sgn} (x)\cdot \operatorname {arcosh} \left({\sqrt {x^{2}+1}}\right)}
Für {\displaystyle x\geq 1} gilt:
{\displaystyle \operatorname {arcosh} (x)=\operatorname {arsinh} \left({\sqrt {x^{2}-1}}\right)}

## Eigenschaften
|  |  |

|                    | Areasinus hyperbolicus                                                       | Areakosinus hyperbolicus                                          |
| ------------------ | ---------------------------------------------------------------------------- | ----------------------------------------------------------------- |
| Definitionsbereich | {\displaystyle -\infty <x<+\infty }                                          | {\displaystyle 1\leq x<+\infty }                                  |
| Wertebereich       | {\displaystyle -\infty <f(x)<+\infty }                                       | {\displaystyle 0\leq f(x)<+\infty }                               |
| Periodizität       | keine                                                                        | keine                                                             |
| Monotonie          | streng monoton steigend                                                      | streng monoton steigend                                           |
| Symmetrien         | Punktsymmetrie zum Ursprung, ungerade Funktion                               | keine                                                             |
| Asymptote          | {\displaystyle f(x)\to \pm \ln(2\|x\|)} für {\displaystyle x\to \pm \infty } | {\displaystyle f(x)\to \ln(2x)} für {\displaystyle x\to +\infty } |
| Nullstellen        | {\displaystyle x=0}                                                          | {\displaystyle x=1}                                               |
| Sprungstellen      | keine                                                                        | keine                                                             |
| Polstellen         | keine                                                                        | keine                                                             |
| Extrema            | keine                                                                        | keine                                                             |
| Wendepunkte        | {\displaystyle x=0}                                                          | keine                                                             |

## Reihenentwicklungen
Wie bei allen trigonometrischen und hyperbolischen Funktionen gibt es auch Reihenentwicklungen. Dabei treten die Doppelfakultät und die Verallgemeinerung des Binomialkoeffizienten auf.
Die Reihenentwicklungen lauten:
{\displaystyle {\begin{alignedat}{2}\operatorname {arsinh} (x)&=x\sum _{k=0}^{\infty }{\frac {(2k-1)!!(-x^{2})^{k}}{(2k)!!(2k+1)}}=\sum _{k=0}^{\infty }{\frac {{\binom {-{\frac {1}{2}}}{k}}x^{2k+1}}{2k+1}}&{}\\&=x-{\frac {1}{2}}{\frac {x^{3}}{3}}+{\frac {1\cdot 3}{2\cdot 4}}{\frac {x^{5}}{5}}-{\frac {1\cdot 3\cdot 5}{2\cdot 4\cdot 6}}{\frac {x^{7}}{7}}+\cdots &{\text{ für }}|x|<1\\\operatorname {arsinh} (x)&=\operatorname {sgn} (x)\cdot \left[\ln(2|x|)-\sum _{k=1}^{\infty }{\frac {(2k-1)!!}{2k(2k)!!(-x^{2})^{k}}}\right]&{\text{ für }}|x|>1\\\operatorname {arcosh} (x)&=\ln(2x)-\sum _{k=1}^{\infty }{\frac {(2k-1)!!}{2k\cdot (2k)!!}}x^{-2k}&{}\end{alignedat}}}

## Ableitungen
Die Ableitung des Areasinus hyperbolicus lautet:
{\displaystyle {\frac {\mathrm {d} }{\mathrm {d} x}}\operatorname {arsinh} (x)={\frac {1}{\sqrt {x^{2}+1}}}} für beliebige reelle Zahlen {\displaystyle x}.
Die Ableitung des Areakosinus hyperbolicus lautet:
{\displaystyle {\frac {\mathrm {d} }{\mathrm {d} x}}\operatorname {arcosh} (x)={\frac {1}{\sqrt {x^{2}-1}}}} für alle reellen {\displaystyle x>1}.

## Stammfunktionen

### Areafunktionen arsinh und arcosh
Die Stammfunktionen sind gegeben durch
{\displaystyle \int \operatorname {arsinh} (x)\,\mathrm {d} x=x\cdot \operatorname {arsinh} (x)-{\sqrt {x^{2}+1}}+C,}
{\displaystyle \int \operatorname {arcosh} (x)\,\mathrm {d} x=x\cdot \operatorname {arcosh} (x)-{\sqrt {x^{2}-1}}+C.}

### Kardinalische Areafunktionen
Die Ursprungsstammfunktion des kardinalischen Areasinus hyperbolicus ist dilogarithmisch beschaffen:
{\displaystyle \int _{0}^{x}{\frac {1}{y}}\operatorname {arsinh} (y)\,\mathrm {d} y={\frac {1}{2}}\operatorname {Li} _{2}{\bigl [}1-{\bigl (}{\sqrt {x^{2}+1}}-x{\bigr )}^{2}{\bigr ]}+{\frac {1}{2}}\operatorname {arsinh} (x)^{2}}
Eng verwandt sind diese Ursprungsstammfunktionen aus den Abwandlungen des Areasinus hyperbolicus cardinalis:
{\displaystyle \int _{0}^{x}{\frac {\operatorname {arsinh} (y)}{y\,{\sqrt {y^{2}+1}}}}\,\mathrm {d} y=2\operatorname {Li} _{2}{\biggl (}{\frac {x}{{\sqrt {x^{2}+1}}+1}}{\biggr )}-{\frac {1}{2}}\operatorname {Li} _{2}{\biggl (}{\frac {{\sqrt {x^{2}+1}}-1}{{\sqrt {x^{2}+1}}+1}}{\biggr )}}
{\displaystyle \int _{0}^{x}{\frac {\operatorname {arsinh} (y)}{y\,(y^{2}+1)}}\,\mathrm {d} y=\operatorname {Li} _{2}{\biggl (}{\frac {x}{\sqrt {x^{2}+1}}}{\biggr )}-{\frac {1}{4}}\operatorname {Li} _{2}{\biggl (}{\frac {x^{2}}{x^{2}+1}}{\biggr )}=}
{\displaystyle =\operatorname {Li} _{2}{\bigl [}1-{\bigl (}{\sqrt {x^{2}+1}}-x{\bigr )}^{2}{\bigr ]}-{\frac {1}{4}}\operatorname {Li} _{2}{\bigl [}1-{\bigl (}{\sqrt {x^{2}+1}}-x{\bigr )}^{4}{\bigr ]}}

### Kehrwerte der Areafunktionen
Die Integrale der Kehrwerte von Areasinus hyperbolicus und Areakosinus hyperbolicus beinhalten die Integralhyperbelfunktionen und sind somit nicht elementar darstellbar.
Die Ursprungsstammfunktion des reziproken kardinalischen Areasinus hyperbolicus ist direkt die Hälfte vom Integralsinus hyperbolicus vom Doppelten des Areasinus hyperbolicus:
{\displaystyle \int _{0}^{x}{\frac {y}{\operatorname {arsinh} (y)}}\,\mathrm {d} y={\frac {1}{2}}\operatorname {Shi} {\bigl [}2\operatorname {arsinh} (x){\bigr ]}}
{\displaystyle \int _{1}^{x}{\frac {y}{\operatorname {arcosh} (y)}}\,\mathrm {d} y={\frac {1}{2}}\operatorname {Shi} {\bigl [}2\operatorname {arcosh} (x){\bigr ]}}
{\displaystyle \int _{1}^{x}{\frac {1}{\operatorname {arcosh} (y)}}\,\mathrm {d} y=\operatorname {Shi} {\bigl [}\operatorname {arcosh} (x){\bigr ]}}
Das Integral aus dem Kehrwert des Areasinus hyperbolicus ist eine Komposition aus dem Integralkosinus hyperbolicus:
{\displaystyle \int _{1}^{x}{\frac {1}{\operatorname {arsinh} (y)}}\,\mathrm {d} y=\operatorname {Chi} {\bigl [}\operatorname {arsinh} (x){\bigr ]}-\operatorname {Chi} {\bigl [}\operatorname {arsinh} (1){\bigr ]}}
Dabei sind die Integralhyperbelfunktionen so definiert:
{\displaystyle \operatorname {Shi} (x)=\int _{0}^{1}{\frac {1}{y}}\sinh(xy)\,\mathrm {d} y}
{\displaystyle \operatorname {Chi} (x)=\gamma +\ln |x|+\int _{0}^{1}{\frac {1}{y}}{\bigl [}\cosh(xy)-1{\bigr ]}\,\mathrm {d} y}

### Beispielwerte
Folgende bestimmten Integrale aus den Produkten des Areasinus Hyperbolicus sind gültig:
{\displaystyle \int _{0}^{1/2}{\frac {1}{x}}\operatorname {arsinh} (x)\,\mathrm {d} x={\frac {\pi ^{2}}{20}}}
{\displaystyle \int _{0}^{\infty }{\frac {\operatorname {arsinh} (x)}{x{\sqrt {x^{2}+1}}}}\,\mathrm {d} x={\frac {\pi ^{2}}{4}}}
{\displaystyle \int _{0}^{\infty }{\frac {\operatorname {arsinh} (x)}{x(x^{2}+1)}}\,\mathrm {d} x={\frac {\pi ^{2}}{8}}}
Folgende bestimmten Integrale aus den Produkten vom Kehrwert des Areasinus Hyperbolicus sind gültig:
{\displaystyle \int _{0}^{\infty }{\frac {x}{(x^{2}+1)^{3/2}\operatorname {arsinh} (x)}}\,\mathrm {d} x={\frac {4\,G}{\pi }}}
{\displaystyle \int _{0}^{\infty }{\frac {x}{(x^{2}+1)^{2}\operatorname {arsinh} (x)}}\,\mathrm {d} x={\frac {7\,\zeta (3)}{\pi ^{2}}}}
Der Buchstabe G stellt die Catalan-Konstante und der Ausdruck {\displaystyle \zeta (3)} stellt die Apéry-Konstante dar.

## Andere Identitäten

### Additionstheoreme
{\displaystyle \operatorname {arsinh} u\pm \operatorname {arsinh} v=\operatorname {arsinh} \left(u{\sqrt {1+v^{2}}}\pm v{\sqrt {1+u^{2}}}\right)}
{\displaystyle \operatorname {arcosh} u\pm \operatorname {arcosh} v=\operatorname {arcosh} \left(uv\pm {\sqrt {(u^{2}-1)(v^{2}-1)}}\right)}
{\displaystyle {\begin{aligned}\operatorname {arsinh} u+\operatorname {arcosh} v&=\operatorname {arsinh} \left(uv+{\sqrt {(1+u^{2})(v^{2}-1)}}\right)\\&=\operatorname {arcosh} \left(v{\sqrt {1+u^{2}}}+u{\sqrt {v^{2}-1}}\right)\end{aligned}}}

### Vervielfachungstheoreme
{\displaystyle {\begin{aligned}\operatorname {arcosh} (2x^{2}-1)=2\operatorname {arcosh} (x)\qquad {\text{ für }}x\geq 1\\\operatorname {arcosh} (4x^{3}-3x)=3\operatorname {arcosh} (x)\qquad {\text{ für }}x\geq 1\\\operatorname {arcosh} (8x^{4}-8x^{2}+1)=4\operatorname {arcosh} (x)\qquad {\text{ für }}x\geq 1\\\operatorname {arcosh} (16x^{3}-20x^{3}+5x)=5\operatorname {arcosh} (x)\qquad {\text{ für }}x\geq 1\\\operatorname {arcosh} (2x^{2}+1)=2\operatorname {arsinh} (x)\qquad {\text{ für }}x\geq 0\\\operatorname {arsinh} (4x^{3}+3x)=3\operatorname {arsinh} (x)\qquad {\text{ für }}x\in \mathbb {R} \\\operatorname {arcosh} (8x^{4}+8x^{2}+1)=4\operatorname {arsinh} (x)\qquad {\text{ für }}x\geq 0\\\operatorname {arsinh} (16x^{5}+20x^{3}+5x)=5\operatorname {arsinh} (x)\qquad {\text{ für }}x\in \mathbb {R} \end{aligned}}}

## Numerische Berechnung
Grundsätzlich kann der Areasinus hyperbolicus über die bekannte Formel
{\displaystyle \operatorname {arsinh} (x)=\ln \left(x+{\sqrt {x^{2}+1}}\right)}
berechnet werden, wenn die natürliche Logarithmusfunktion {\displaystyle \ln x} zur Verfügung steht. Es gibt jedoch folgende Probleme:
- Große, positive Operanden lösen einen Überlauf aus, obwohl das Endergebnis immer darstellbar ist.
- Für Operanden nahe an 0 kommt es zu einer numerischen Auslöschung, womit das Ergebnis ungenau wird.

Zunächst einmal soll der Operand {\displaystyle x} positiv gemacht werden:
{\displaystyle \operatorname {arsinh} x=-\operatorname {arsinh} (-x)} für {\displaystyle x<0} angewandt.
Für {\displaystyle x\geq 0} können dann folgende Fälle unterschieden werden:
Fall 1: {\displaystyle x} ist eine große, positive Zahl mit {\displaystyle x\geq {10}^{\frac {k}{2}}}:
{\displaystyle \operatorname {arsinh} x=\ln {2}+\ln {x},}
wobei {\displaystyle k} die Anzahl der signifikanten Dezimalziffern des verwendeten Zahlentyps ist, was zum Beispiel beim 64-Bit-Gleitkommatyp double 16 ist.
Diese Formel ergibt sich aus folgender Überlegung:
{\displaystyle {10}^{k}} ist die kleinste positive Zahl, ab der die letzte Vorkommastelle nicht mehr gespeichert ist, weshalb {\displaystyle {10}^{k}+{1}\approx {10}^{k}} gilt. Jetzt soll dasjenige {\displaystyle x} berechnet werden, ab dem gilt: {\displaystyle x^{2}+1\approx {x}^{2}}. Dies gilt für  {\displaystyle {x}^{2}\geq {10}^{k}}, woraus {\displaystyle {x}\geq {10}^{\frac {k}{2}}} folgt. Somit kann man in der bekannten Formel für den Areasinus hyperbolicus {\displaystyle x^{2}+1} durch {\displaystyle x^{2}} ersetzen:
{\displaystyle \operatorname {arsinh} (x)=\ln \left(x+{\sqrt {x^{2}+1}}\right)} ≈ {\displaystyle \ln(x+{\sqrt {x^{2}}})=\ln({2x})=\ln {2}+\ln {x}}
Fall 2: {\displaystyle x} ist nahe an 0, z. B. für {\displaystyle x<0{,}125}:
Verwendung der Taylorreihe:
{\displaystyle \operatorname {arsinh} x=x-{\frac {1}{2}}{\frac {x^{3}}{3}}+{\frac {1\cdot 3}{2\cdot 4}}{\frac {x^{5}}{5}}-{\frac {1\cdot 3\cdot 5}{2\cdot 4\cdot 6}}{\frac {x^{7}}{7}}+\dotsb }
Fall 3: Alle übrigen {\displaystyle x}:
{\displaystyle \operatorname {arsinh} (x)=\ln \left(x+{\sqrt {x^{2}+1}}\right)}
In gleicher Weise kann der Areacosinus hyperbolicus über die Formel
{\displaystyle \operatorname {arcosh} (x)=\ln \left(x+{\sqrt {x^{2}-1}}\right)}
berechnet werden. Auch hier entsteht jedoch das Problem mit den großen Operanden; die Lösung ist dieselbe wie beim Areasinus:
Fall 1: {\displaystyle x} ist eine große positive Zahl mit {\displaystyle x\geq {10}^{\frac {k}{2}}}:
{\displaystyle \operatorname {arcosh} x=\ln {2}+\ln {x},}
wobei {\displaystyle k} die Anzahl der signifikanten Dezimalziffern des verwendeten Zahlentyps ist.
Fall 2: {\displaystyle x<1}:
Das Ergebnis ist nicht definiert.
Fall 3: Alle übrigen {\displaystyle x}, d. h. für {\displaystyle 1\leq x<{10}^{\frac {k}{2}}}:
{\displaystyle \operatorname {arcosh} (x)=\ln \left(x+{\sqrt {x^{2}-1}}\right)}